# Nart Nowy (gromada)
Nart Nowy (od 1968 Nowy Nart) – dawna gromada, czyli najmniejsza jednostka podziału terytorialnego Polskiej Rzeczypospolitej Ludowej w latach 1954–1972.
Gromady, z gromadzkimi radami narodowymi (GRN) jako organami władzy najniższego stopnia na wsi, funkcjonowały od reformy reorganizującej administrację wiejską przeprowadzonej jesienią 1954 do momentu ich zniesienia z dniem 1 stycznia 1973, tym samym wypierając organizację gminną w latach 1954–1972.
Gromadę Nart Nowy z siedzibą GRN w Narcie Nowym (od 1968 jako Nowy Nart) utworzono – jako jedną z 8759 gromad na obszarze Polski – w powiecie niżańskim w woj. rzeszowskim na mocy uchwały nr 29/54 WRN w Rzeszowie z dnia 5 października 1954. W skład jednostki weszły obszary dotychczasowych gromad Nart Nowy i Nart Stary ze zniesionej gminy Jeżowe oraz obszar dotychczasowej gromady Gwoździec ze zniesionej gminy Bojanów w tymże powiecie. Dla gromady ustalono 14 członków gromadzkiej rady narodowej.
31 grudnia 1961 do gromady Nart Nowy włączono obszar zniesionej gromady Cholewiana Góra w tymże powiecie.
14 lutego 1968 nazwę Nart Nowy zmieniono na Nowy Nart.
Gromada przetrwała do końca 1972 roku, czyli do kolejnej reformy gminnej.